# U-4 (1935)
U-4 — малая U-boat типа IIA, времён Второй мировой войны. Заказ на постройку был отдан 2 февраля 1935 года. Лодка была заложена на верфи судостроительной компании Deutsche Werke, Киль 11 февраля 1935 года под заводским номером 239. Спущена на воду 31 июля 1935 года. 17 августа 1935 года принята на вооружение и под командованием Ханнеса Вейнгертнера вошла в состав Unterseebootsschulflottille.

## История службы
Совершила четыре боевых похода, в которых потопила три судна, суммарным тоннажом 5 133 брт и британскую подводную лодку HMS Thistle (N24), вчетверо бо́льшую по размерам, чем U-4 (1 090 тонн против 254 тонн). Остальное время использовалась как учебная лодка. 1 июля 1944 года переведена в 21 учебную флотилию. Выведена из состава флота 1 августа 1944 года в Готенхафене. Разделана на металл в 1945 году.

### Первый и второй походы
4 сентября 1939 года U-4 вышла из Вильгельмсхафен в свой первый патруль в результате начала войны. Из-за своих малых размеров её дальности хватило пройти до юга Норвегии, в Северное море к западу от Дании и вдоль побережья Голландии, завершив безуспешный поход 14 сентября.
Через несколько дней, 19 сентября 1939 года, U-4 отправилась во второй поход с приказом контролировать контрабанду грузов, направляющихся в Британию на нейтральных судах в Скагеррак. Этот поход принес гораздо лучшие результаты: за девять дней она остановила 18 кораблей, потопив три из них.
- В 23:00 22 сентября 1939 года примерно в 5 милях (8км) к югу от Арендал было остановлено и досмотрено грузовое судно Martti-Ragnar (под командованием Дж. Содерблома). Так как было обнаружено, что судно перевозит контрабанду, в 00:15 23 сентября были инициированы подрывные заряды, и в течение двух часов судно затонуло. Команда покинула судно на спасательных шлюпкаx, которые были отбуксированы субмариной в сторону берега, где они и были подобраны двумя рыбацкими лодками, а в 7:30 высажены на берег в Арендал.
- В 11:20 23 сентября 1939 года ситуация повторилась с нейтральным грузовым судном Walma, которое так же было остановлено и досмотрено. После того, как немцы убедились в том, что судно перевозит груз в Англию, оно было так же подготовлено к затоплению. В 15:35 заряды сдетонировали, и за 40 минут судно ушло на дно в 10 милях (17км) к юго-западу от Смёген[англ.], Швеция. U-boat вновь отбуксировала две шлюпки ближе к побережью Швеции, где они и были подобраны шведским рыболовным судном Zephyr.
- В 10:37 24 сентября 1939 года нейтральное грузовое судно Getrud Bratt (под командованием Е. К. Ёнссона) было остановлено U-4 двумя предупредительными выстрелами перед носом. После досмотра команде было приказано покинуть судно в течение 15 минут, по причине перевозки контрабанды. Так как на U-boat не осталось подрывных зарядов, ей пришлось использовать торпеды, однако первые две G7a прошли мимо. Третья G7a попала в цель, потопив Gertrud Bratt в 12 милях (20км) к юго-востоку от Йомфруланд[англ.], Норвегия. Как позднее сообщил экипаж судна, U-boat пообещала отбуксировать их к ближайшему берегу, однако, завидев пролетавший самолёт, ушла, оставив их без помощи. Шлюпки, впрочем, в тот же день были обнаружены норвежским таможенным крейсером T-II и отбуксированы в Лангесунд, Норвегия.

29 сентября 1939 года U-4 закончила поход, прибыв в Киль.

### Третий и четвёртый походы
Последние два похода проходили для U-4 под знаком операции «Везерюбунг».
Первый поход (третий суммарно), имевший место с 16 марта по 29 марта 1940 года был безуспешен, и лодка пришла в Вильгельмсхафен без каких либо побед.
Выйдя 4 апреля 1940 года свой четвёртый поход, U-4 совместно с U-1 составила Четвёртую Группу. Именно во время этого похода субмарина потопила свою гораздо бо́льшую британскую противницу HMS Thistle (N24). В 17:05 9 апреля HMS Thistle (N24) атаковала U-4 залпом из 4 торпед, однако промахнулась, дав U-boat шанс уклониться, погрузившись, после того как одна из торпед прошла всего в 10 метрах перед носом лодки. Несколькими часами позже U-4 обнаружила британскую субмарину в надводном положении, заряжающую аккумуляторные батареи, и, в 02:13 10 апреля воспользовалась предоставившимся шансом, выпустив две торпеды по застигнутой врасплох противнице. G7a прошла мимо, однако G7e попала точно в цель, потопив её вместе со всеми 53 членами экипажа.
14 апреля 1940 года U-4 успешно возвратилась в Вильгельмсхафен из своего последнего похода.

### Балтика
После оккупации Норвегии стало особенно ясно, что U-4 и её сёстры не способны серьёзно противостоять противнику ни по вооружению, ни по ходу, равно как и неспособны к несению службы в сколь-нибудь отдалённых зонах, и недостаточно маневренны для охоты на грузоперевозки союзников. В результате, 1 июля 1940 года все лодки были переведены в 21-ю флотилию, где и прослужили до 1944 года в качестве учебных судов в Балтийском море. Хотя некоторые из её сестер позднее и поучаствовали в действиях против Советского Союза, U-4 этого не довелось.

### Судьба
U-4 была исключена из состава флота 1 августа 1944 года в Готенхафене. 19 мая 1945 года была захвачена Великобританией и в том же году разделана на металл.

## Командиры
- 17 августа 1935 года — 29 сентября 1937 года — капитан-лейтенант Ханнес Вайнгертнер (нем. Kapitänleutnant Hannes Weingärtner)
- 30 сентября 1937 года — 28 октября 1938 года — капитан-лейтенант Ганс-Вильгельм фон Дрески (нем. Kapitänleutnant Hans-Wilhelm von Dresky)
- 29 октября 1938 года — 16 января 1940 года — обер-лейтенант (с 1 октября 1939 года капитан-лейтенант) Харро фон Клот-Хейденфельдт (нем. Oberleutnant Harro von Klot-Heydenfeldt)
- 17 января 1940 года — 7 июня 1940 года — обер-лейтенант цур зее Ганс-Петер Хинш (нем. Oberleutnant zur See Hans-Peter Hinsch)
- 8 июня 1940 года — 28 июля 1940 года — обер-лейтенант цур зее Гейнц-Отто Шультце нем. Oberleutnant zur See Heinz-Otto Schultze) (Кавалер Рыцарского Железного креста)
- 29 июля 1940 года — 2 февраля 1941 года — обер-лейтенант цур зее Ганс-Юрген Цетцше (нем. Oberleutnant zur See Hans-Jürgen Zetzsche)
- 3 февраля 1941 года — 8 декабря 1941 года — обер-лейтенант цур зее Хинрих-Оскар Бернбек (нем. Oberleutnant zur See Hinrich-Oscar Bernbeck)
- 9 декабря 1941 года — 15 июня 1942 года — обер-лейтенант цур зее Вольфганг Леймкюлер (нем. Oberleutnant zur See Wolfgang Leimkühler)
- 16 июня 1942 года — 23 января 1943 года — лейтенант цур зее Фридрих-Вильгельм Мариенфельд (нем. Leutnant zur See Friedrich-Wilhelm Marienfeld)
- 24 января 1943 года — 31 мая 1943 года — лейтенант цур зее Иоахим Дюппе (нем. Leutnant zur See Joachim Düppe)
- 1 июня 1943 года — 22 августа 1943 года — обер-лейтенант цур зее Пауль Зандер (нем. Oberleutnant zur See Paul Sander)
- 23 августа 1943 года — май 1944 года — обер-лейтенант цур зее Герберт Мумм (нем. Oberleutnant zur See Herbert Mumm)
- май 1944 года — 9 июля 1944 года — обер-лейтенант цур зее Хуберт Ригер (нем. Oberleutnant zur See Hubert Rieger)

## Флотилии
- 1 августа 1935 года — 31 августа 1939 года — Unterseebootsschulflottille (учебная)
- 1 сентября 1939 года — 30 сентября 1940 года — Unterseebootsschulflottille (боевая служба)
- 1 октября 1940 года — 1 февраля 1940 года — Unterseebootsschulflottille (учебная)
- 1 марта 1940 года — 1 апреля 1940 года — Unterseebootsschulflottille (боевая служба)
- 1 мая 1940 года — 30 июня 1940 года — Unterseebootsschulflottille (учебная)
- 1 июля 1940 года — 31 июля 1944 года — 21-й флотилии (учебная)

## Потопленные суда
| Название          | Тип             | Принадлежность | Дата                  | Тоннаж (брт) | Груз                              | Судьба   | Место                     |
| ----------------- | --------------- | -------------- | --------------------- | ------------ | --------------------------------- | -------- | ------------------------- |
| Martti Ragnar     | грузовое судно  | Финляндия      | 22 сентября 1939 года | 2 262        | Целлюлоза, сера                   | потоплен | квадрат AN 3393           |
| Walma             | грузовое судно  | Финляндия      | 23 сентября 1939 года | 1 361        | 1622,4 тонны целлюлозы            | потоплен | 58°15′ с. ш. 11°00′ в. д. |
| Gertrud Bratt     | грузовое судно  | Швеция         | 24 сентября 1939 года | 1 510        | бумага, целлюлоза, штучные товары | потоплен | 58°40′ с. ш. 9°52′ в. д.  |
| HMS Thistle (N24) | подводная лодка | Великобритания | 10 апреля 1940 года   | 1 090        | -                                 | потоплен | 59°09′ с. ш. 5°11′ в. д.  |